# John Carell
Johan (John) Gustaf Carell, ursprungligen Johansson, född 11 augusti 1874 i Nyköpings västra församling i Södermanlands län, död 12 oktober 1959 i Skeppsholms församling i Stockholms stad, var en svensk militär.

## Biografi
Johan Gustaf Johansson var son till vice konsulen och rådmannen Gustaf Johansson och Edla Dorothea Carell. Johansson avlade studentexamen 1892. Han avlade officersexamen vid Krigsskolan 1894 och utnämndes samma år till underlöjtnant vid Vaxholms artillerikår. Han studerade vid Artilleri- och ingenjörhögskolan 1896–1898 och befordrades till löjtnant 1898. När kustartilleriet inrättades den 1 januari 1902 utnämndes han till kapten i kustartilleriet, varefter han var platsmajor och adjutant hos kommendanten i Vaxholms fästning 1902–1904 och adjutant hos artilleribefälhavaren 1903–1914. År 1914 antog han moderns släktnamn Carell. Han befordrades till major 1914, varpå han var chef för Fårösunds kustartilleridetalj 1914–1917 och tjänstgjorde vid Positionsartilleriregementet 1917–1921. År 1921 befordrades Carell till överstelöjtnant, varefter han var chef för Kustartilleriets skjutskola 1921–1924. Han lämnade krigsmakten 1929 och ägnade sig därefter åt försäkringsverksamhet.

## Utmärkelser
- Riddare av Svärdsorden, 1915.[5]